# Egesina davaoana
Egesina davaoana là một loài bọ cánh cứng trong họ Cerambycidae.